# Rudolf-Steiner-Schule Hamburg-Bergstedt

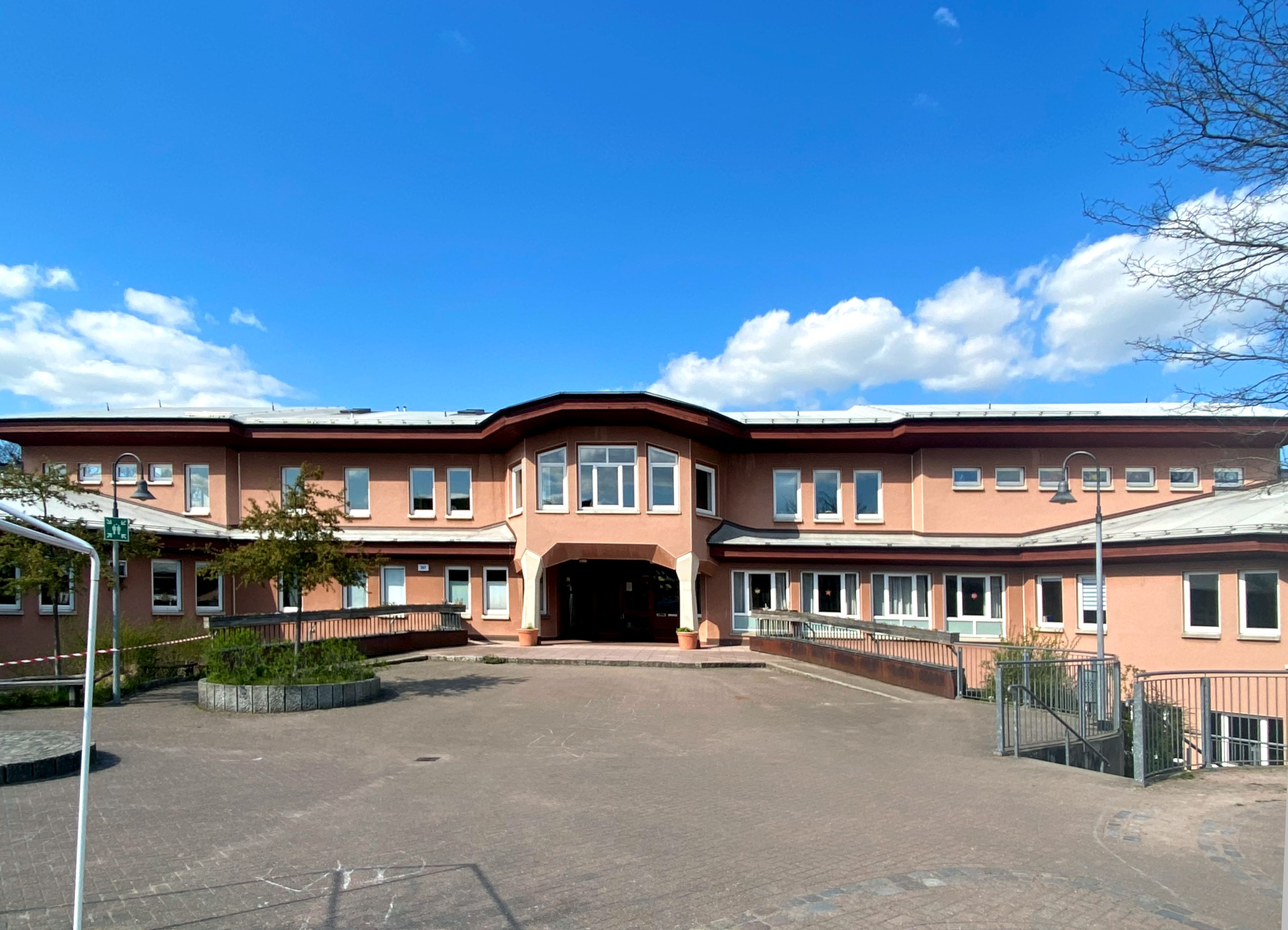
Eingang zum Hauptgebäude der Schule

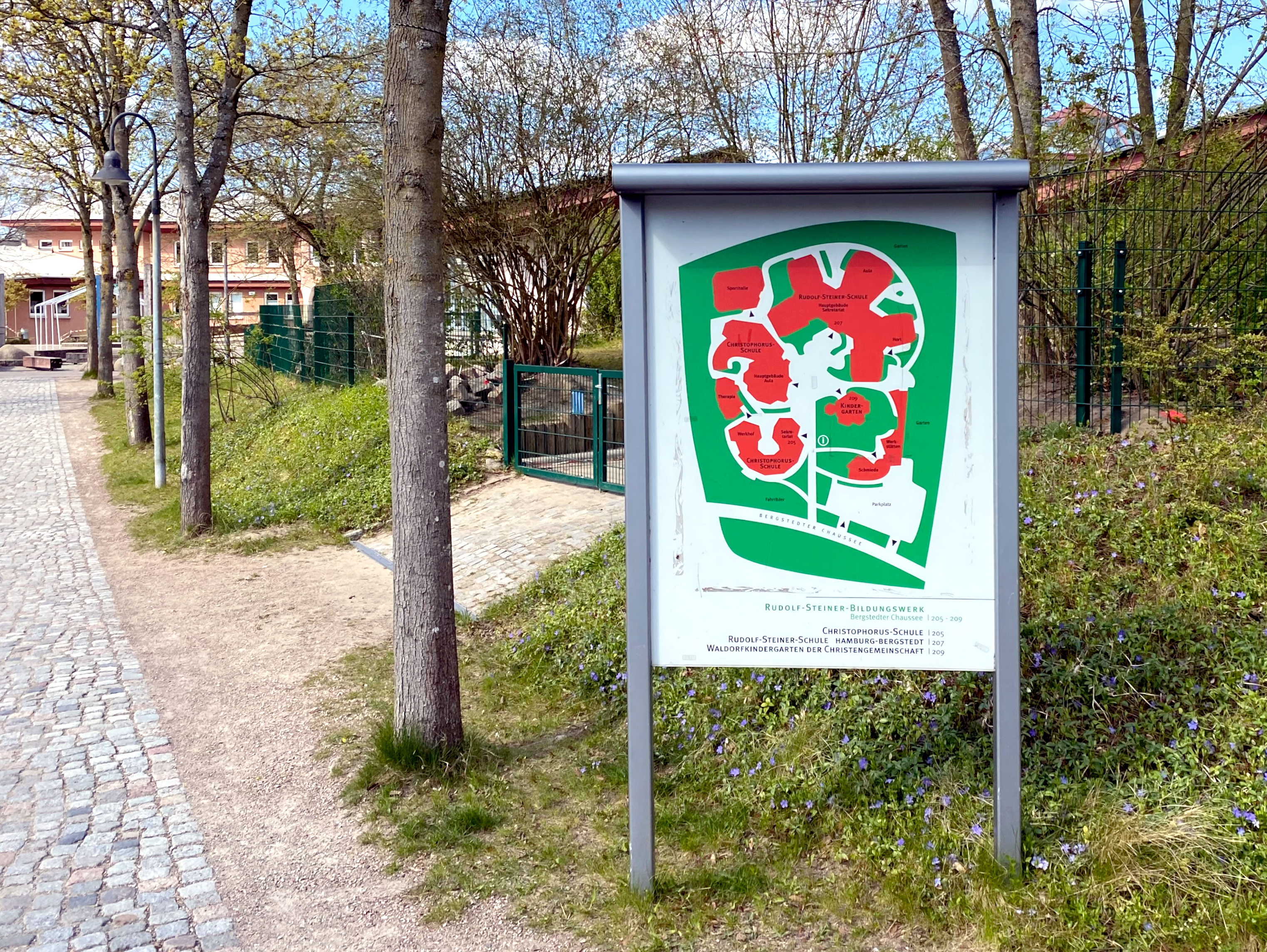
Lageplan

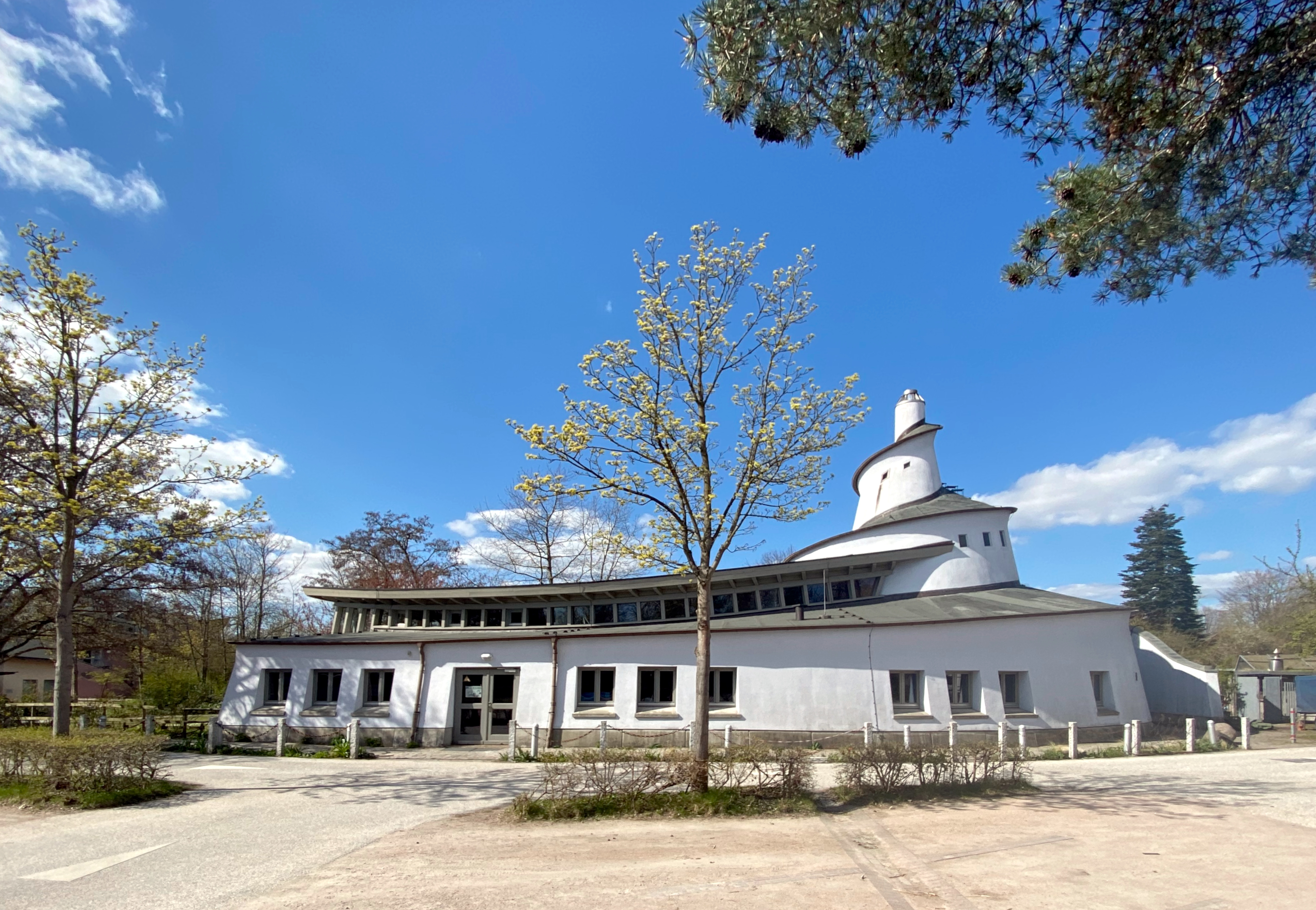
Südseite der Schmiede

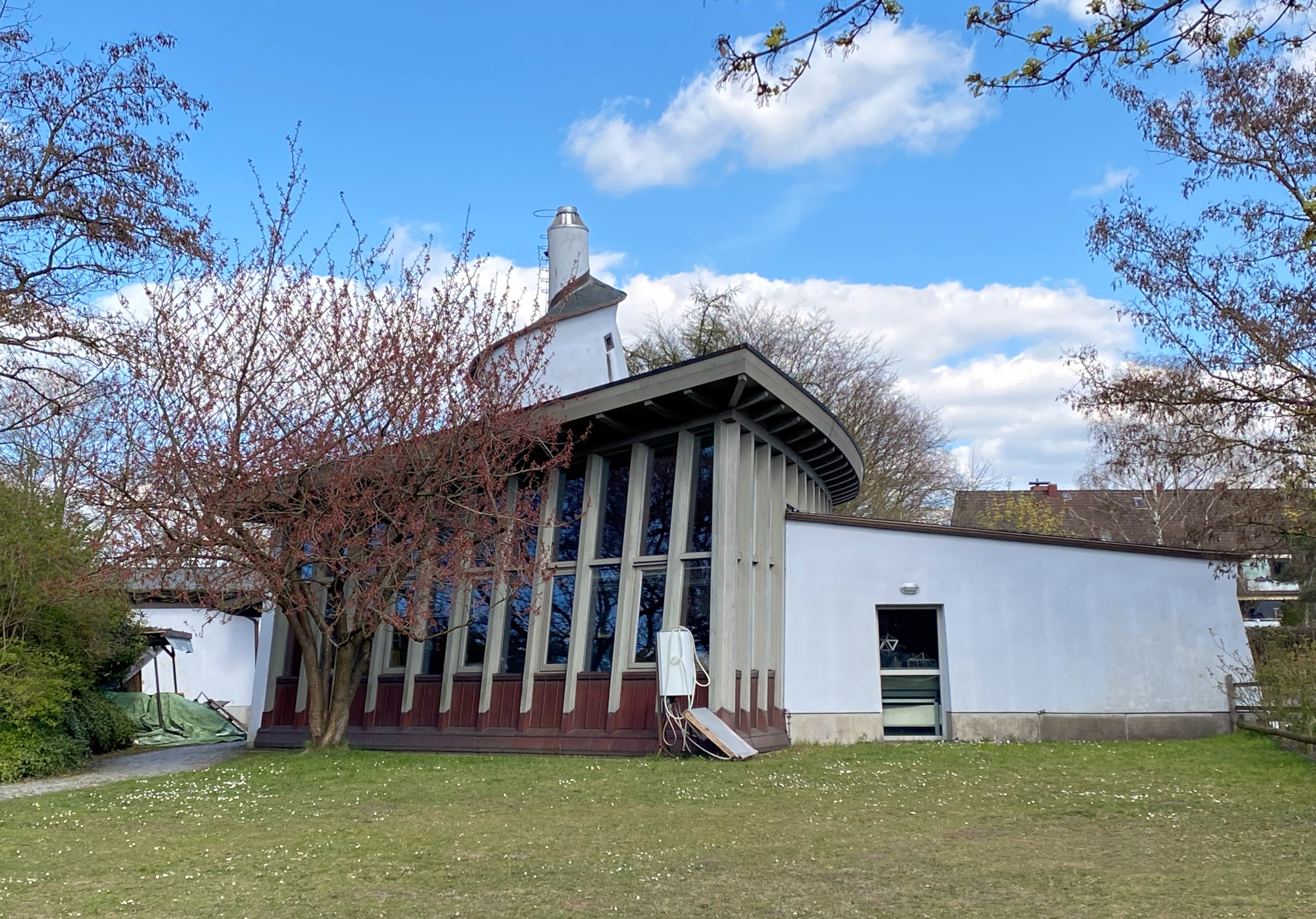
Werkräume, Westseite der Schmiede

Die Rudolf-Steiner-Schule Hamburg-Bergstedt ist eine 1976 gegründete Waldorfschule im Hamburger Stadtteil Bergstedt. Die von einem Verein getragene Schule ist eine staatlich genehmigte Ersatzschule. Als Stadtteilschule in Langform mit gymnasialer Oberstufe umfasst sie die Klassenstufen 1 bis 13. Die einzügige Schule wird von rund 450 Schülern besucht.

## Geschichte
Bis 1976 gab es zwei Waldorfschulen in Hamburg, in Wandsbek und in Nienstedten. Die Wandsbeker Waldorfschule verzeichnete mehr Nachfrage als Plätze, daher plante ein Kreis von Eltern um den Waldorf-Lehrer Helmut Eller (* 1935) die Gründung einer Waldorfschule und eines Waldorfkindergartens in Hamburgs Norden. 1970 gründeten sie einen Verein zur Förderung einer Rudolf-Steiner-Schule in den Walddörfern, der später zum Trägerverein der Schule wurde. 1975 bekam dieser Verein von der Stadt Hamburg das Grundstück Bergstedter Chaussee 203 für zehn Jahre zur Pacht. Darauf befand sich ein Backsteingebäude, welches über 100 Jahre einem Altenheim gedient hatte. Dieses Haus wurde hergerichtet und im Herbst 1975 zog der Waldorfkindergarten ein. Mit Beginn des Schuljahres 1976/1975 nahm die Waldorfschule in Pavillons den Betrieb auf, auch die Förderschule zog ein. Mit der Zeit wurde der Platz knapp.
Christophorus-Schule, Rudolf-Steiner-Schule Wandsbek, Friedrich-Robbe-Institut und der Kindergarten der Christengemeinschaft suchten gemeinsam ein endgültiges Grundstück. 1979 gründeten diese vier Einrichtungen gemeinsam das Rudolf-Steiner-Bildungswerk, aus dem das Friedrich-Robbe-Institut 1981 wieder ausschied. Die anderen drei Einrichtungen erwarben in Bergstedt einen gemeinsamen Standort an der Bergstedter Chaussee 205–207 in Erbpacht, der Bebauungsplan für Bergstedt wurde 1984 entsprechend geändert.
Das Bildungswerk baute als erstes das Schulgebäude der Rudolf-Steiner-Schule, welches einen Grundriss mit fünf Flügeln besitzt. Der Entwurf für das Schulgebäude und den separaten Kindergarten-Bau stammte von Wörner und Partner aus Frankfurt am Main. Der Innenausbau kostete mehr als 1 Mio. DM und wurde mit Eigenleistungen errichtet. Im Herbst 1986 zogen die ersten Klassen in das neue Schulgebäude. Ein Jahr später wurden die Fachräume und die Aula fertig. Die offizielle Einweihung der neuen Schule fand im September 1987 in Anwesenheit des Ersten Bürgermeisters Klaus von Dohnanyi statt. Parallel dazu wurde der Kindergarten und die Christophorus-Schule erbaut. Etwas später wurden noch eine Schmiede mit je 9 Essen und Ambossen und ein an die Schmiede anschließendes Werkgebäude gebaut. Im März 2000 wurde die Turnhalle eingeweiht.
Zum Beginn des Schuljahrs 2006/2007 wurden die Jahrgangsstufen 5 bis 13 der Schule als Ersatzschule der Schulform integrierte Gesamtschule staatlich anerkannt. Durch die Schulreform in Hamburg wurden die Gesamtschulen abgeschafft. Entsprechend gilt die Schule seit Beginn des Schuljahrs 2010/2011 als Stadtteilschule in Langform, da sie in 13 Jahren zum Abitur führt und eine integrierte Grundschulen besitzt.

## Lage und Architektur
Auf dem Gelände der Bergstedter Chaussee 205–209 gibt es drei Einrichtungen, die auf der Waldorfpädagogik Rudolf Steiners aufbauen: die Rudolf-Steiner-Schule Hamburg-Bergstedt, die Christophorus-Schule (Förderschule) und einen Waldorfkindergarten der Christengemeinschaft.
Der gemeinsame Standort befindet sich im Osten des alten Dorfzentrums von Bergstedt, an der Nordseite der Bergstedter Chaussee, die nach Lottbek (Schleswig-Holstein) führt. Das Schulgrundstück wird westlich und nördlich von der Rodenbek begrenzt. Das Grundstück wird hauptsächlich von der Bergstedter Chaussee aus erschlossen, daneben existiert ein kleiner Fußweg über die Rodenbek zum Schäferredder in Richtung Westen.
Im Schuljahr 2017/2018 besuchten 462 Schüler die Rudolf-Steiner-Schule Hamburg-Bergstedt und 159 Schüler die Christophorus-Schule. Der Waldorfkindergarten hat 62 Plätze im Elementarbereich (3 bis 6 Jahre). Angesichts der Gesamtzahl von weniger als 700 Kindern und Jugendlichen ist das Schulgrundstück mit 28.000 m² im Vergleich zu vergleichbaren Schulstandorten in Hamburger Randlagen recht groß dimensioniert. Dennoch stehen die Gebäude auf dem Grundstück recht dicht zueinander, und eine eigene Sportanlage gibt es nicht. Der Grund dafür ist die nachträgliche Ausweisung des Schulgebiets inmitten eines bestehenden Wohngebietes, das nur locker mit Einfamilienhäusern bebaut ist. Um diesem Siedlungscharakter gerecht zu werden, wurde im Bebauungsplan eine Grundflächenzahl von maximal 0,4 und eine Geschossflächenzahl von maximal 0,8 ausgewiesen, was den Bestandswerten der Siedlung entsprach. Zudem wurde am Ostrand des Grundstücks die Baugrenze weiter zurückgenommen, was die bebaubare Fläche weiter zusammendrängt. Um den Lärmschutz zu gewährleisten, musste der Pausenhof mittig angeordnet werden, wobei die umliegenden Baukörper den Lärm weiter brechen sollten.
Im Bebauungsplan war weiter eine ein- bis zweigeschossige Bebauung vorgeschrieben. Trotz des „plastisch-organischen Baustils“ sollten sich die Bauten durch geneigte Dächer und ortstypische Materialien in die Architektur der Walddörfer einfügen. Die Entwürfe für die Christophorus-Schule mit Hauptgebäude (1991), Therapiegebäude (1995) und Werkhof (1996) sowie für das gemeinsam genutzte Schmiedegebäude (1997) stammten von Klaus Schubert (Professor an der späteren HCU) in Zusammenarbeit mit Gerd Rückner (Kunstlehrer an der Rudolf Steiner Schule Hamburg-Nienstedten).

## Schulprofil
Wie alle Waldorfschulen basiert die Schule auf der Anthroposophie Rudolf Steiners und ist Mitglied im Bund der freien Waldorfschulen.
In den Klassen 1 bis 4 stehen künstlerische, handwerkliche und kognitive Fächer im Vordergrund. Sie werden großteils vom Klassenlehrer unterrichtet, der bis zur 8. Klasse die Klasse begleitet. Zudem werden ab der 1. Klasse die Fremdsprachen Französisch und Englisch unterrichtet. Es gibt keine Schulnoten, sondern nur Textzeugnisse und auch kein Sitzenbleiben. Die Klassenräume der Klassen 1 bis 3 sind mit Sitzbänken und Sitzkissen ausgestattet. Somit können die Schüler auf den Bänken sitzen, aber auch auf den Kissen davor sitzend auf diesen schreiben und malen.
In den Klassen 5 bis 8 kommen Fächer wie Geschichte, Geographie, Chemie, Physik und Biologie sowie handwerklich-künstlerische Fächer wie Gartenbau, Werken und Kochen hinzu. Auch in dieser Stufe gibt es noch keine Notenzeugnisse und viel selbstständiges, freies Arbeiten, wie in der 8. Klasse bei der Jahresarbeit, der Achtklassarbeit, und dem etwa zweistündigen Theaterstück, dem Achtklassspiel.
In den Klassen 9 bis 13 lösen zwei Klassenbetreuer den Klassenlehrer ab; alle Fächer werden nun von Fachlehrern unterrichtet. In der 9. Klasse wird zu zweit für drei Wochen auf einem ökologisch oder bio-dynamisch betriebenen Bauernhof das Landbaupraktikum absolviert, ein Jahr später mit der ganzen Klasse über zwei Wochen ein Vermessungspraktikum und in der 11. Klasse einzeln ein dreiwöchiges Berufspraktikum. In der 12. Klasse fährt die gesamte Klasse auf eine Architekturstudienreise, meistens mit Italien oder Frankreich als Ziel. Ebenfalls in der 12. Klasse wird, wie schon in der 8. Klasse, ein Theaterstück eingeprobt, das Zwölftklassspiel.
Ab der 10. Klasse werden schließlich Schulnoten erteilt. In der 10. Klasse wird der Erste allgemeinbildende Schulabschluss (auch ESA oder Hauptschulabschluss) geschrieben, welcher für alle Abgänger nach der 10. Klasse Pflicht ist. In der 11. Klasse folgt der Mittlere Schulabschluss (auch MSA oder Mittlere Reifeprüfung) und bei entsprechender Leistung in der 12. Klasse die Fachhochschulreife und in der 13. Klasse das Zentralabitur der Freien und Hansestadt Hamburg.